# Hippocampus denise
Hippocampus denise é uma espécie de cavalo-marinho da família Syngnathidae que pode ser encontrada na Indonésia, Malásia, Palau, Ilhas Salomão e Vanuatu. É a menor espécie de cavalo-marinho conhecida, medindo apenas 16 milímetros de comprimento. Seus habitats naturais são: recifes de coral. O cavalo-marinho pigmeu é sem dúvida uma das espécies mais bem camufladas nos oceanos, sendo muito difícil detecta-lo. A camuflagem é tão eficaz que a espécie só foi descoberta após testes em laboratórios.
Hippocampus denise é muito pequeno, tendo tamanho máximo de 1.5 cm. Ele é um marron amarelado e se parece o cavalo-marinho pigmeu, Hippocampus bargibanti, embora seus tubérculos sejam menos distintos. Eles são normalmente solitários, contudo podem ser encontrados em pequenos grupos em gorgônias, colônias do tipo Acanthogorgra e Annella, em profundidades maiores que 70m.